# گورستان و امامزاده بوگر
گورستان و امامزاده بوگر مربوط به دوره صفوی - دوره قاجار است و در شهرستان لردگان و روستای بوگر واقع شده است. این اثر در تاریخ ۱۱ مرداد ۱۳۸۴ با شمارهٔ ثبت ۱۲۴۱۷ به‌عنوان یکی از آثار ملی ایران به ثبت رسیده است.